# Округ Грин (Пенсилванија)
Округ Грин (енгл. Greene County) је округ у америчкој савезној држави Пенсилванија.

## Демографија
По попису из 2010. године број становника је 38.686, што је 1.986 (-4,9%) становника мање него 2000. године.
| Група             | 2000.          | 2010.          |
| Белци             | 38.365 (94,3%) | 36.409 (94,1%) |
| Афроамериканци    | 1.585 (3,9%)   | 1.282 (3,3%)   |
| Азијати           | 87 (0,2%)      | 113 (0,3%)     |
| Хиспаноамериканци | 357 (0,9%)     | 465 (1,2%)     |
| Укупно            | 40.672         | 38.686         |